# Carnaval
|  | Aquest article tracta sobre la celebració. Si cerqueu la cançó homònima, vegeu «Espècies per catalogar#Carnaval». |

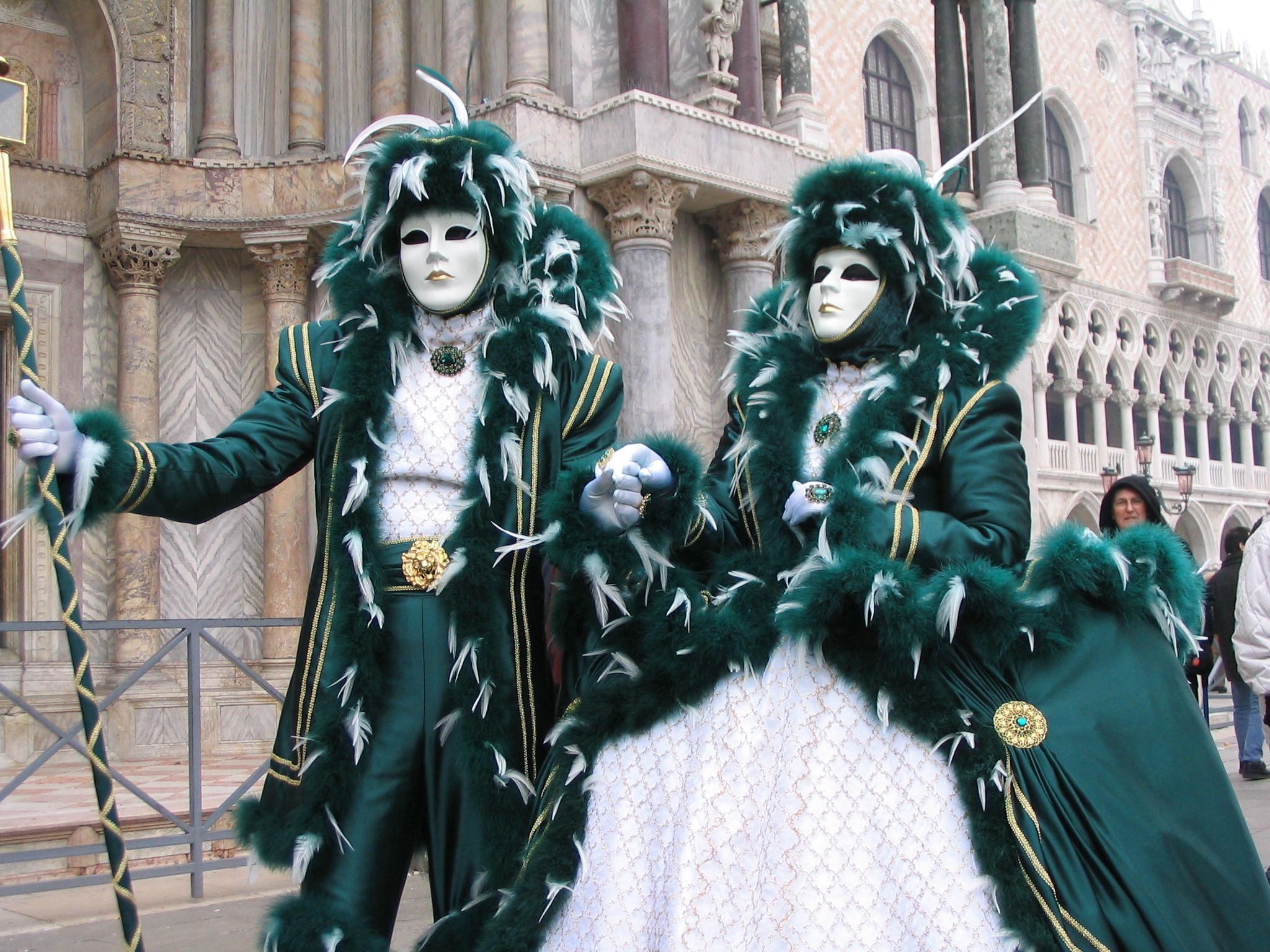
El carnaval de Venècia.

El carnaval o carnestoltes (també conegut a Mallorca i Menorca com a els Darrers Dies) és una celebració pertanyent al calendari lunar. Per aquest motiu, és una festa mòbil que se celebra set setmanes després de la primera lluna plena passat el solstici d'hivern. Però el carnaval s'ha d'emmarcar dins un cicle sencer amb sentit propi, el cicle que precedeix la quaresma. Per tant, des d'aquesta altra perspectiva, per situar el carnaval en el calendari hem de buscar la primera lluna plena posterior a l'equinocci de primavera. El diumenge següent és Diumenge de Pasqua i el diumenge de la setmana anterior és Diumenge de Rams. A partir d'aquest últim comptem quaranta dies enrere i arribem al Dimecres de Cendra, el primer dia de la quaresma i l'últim del carnaval. El dijous anterior és l'inici tradicional de la setmana de carnaval o Dijous Gras. D'aquesta manera, el Dimecres de Cendra es mourà entre els dies 4 de febrer i 10 de març, i el Dijous Gras oscil·larà entre el 29 de gener i el 4 de març.
En la vella societat rural, fortament estructurada pel cristianisme, el temps de carnestoltes oferia mascarades rituals d'arrel pagana i un lapse de permissivitat que s'oposava a la repressió dels instints i la severa formalitat litúrgica de la quaresma. Actualment, el carnaval s'ha convertit en una festa popular de caràcter lúdic al voltant del rei Carnestoltes.
Històricament, han destacat diferents carnavals arreu de Catalunya diferenciats per les seves particularitats, com els de Barcelona, Sitges i Tarragona, d'estil més brasiler, i els de Vilanova i la Geltrú, Torelló i Solsona com a tradicionals. El 3 de febrer de 1937, una ordre datada a Burgos prohibia el Carnaval en tot el territori que controlaven les tropes franquistes, i la festa es va recuperar amb l'adveniment de la democràcia.

## Origen
El carnaval també està molt relacionat amb la tradició cristiana. Se celebra uns dies abans del Dimecres de Cendra, dia en què comença la quaresma. En la tradició cristiana, els quaranta dies que dura la quaresma són un temps de sacrifici en els quals, per exemple, no es pot menjar gaire. Per això, durant el Carnaval hi ha més llibertat i es trenquen moltes regles. Cal aprofitar per fer tot allò que després no es podrà fer.
Dos personatges han representat històricament la lluita entre el que signifiquen el carnaval i la quaresma. Per un costat, el rei Carnestoltes, un personatge gruixut, dragador, bevedor i esbojarrat. Per l'altre, la seva enemiga, la vella quaresma, una vella de set cames que dejuna i no menja carn (però sí, peix).

## Etimologia[1]
El Carnaval o Carnestoltes designa la setmana entre el Dijous Llarder i el Dimarts Gras en què estava permés menjar carn abans d'iniciar el període de quaranta dies (Quaresma) anterior a la Pasqua de Resurrecció i que havia de ser de dejú i abstinència.
Eixos quaranta dies d’abstinència en la ingesta de carn rebien el nom de carnes tollitas (“carns llevades”) o carnes tollendas (“llevar les carns”), locució de la qual deriva el nom de carnestoltes (o del castellà carnestolendas). En italià, el mateix concepte rebia el nom de carnelevale (“llevar la carn”), d'on va derivar carnevale, origen de mots com ara carnaval en català, castellà, occità, francés i romanés, l’alemany Karneval o l’anglés carnival.
Inicialment Quaresma i Carnaval eren sinònims, com si foren les dos parts de la frase “quaranta dies sense carn”. Amb el temps van cobrar tanta rellevància els dies ante carnes tollendas, que van arribar a significar un període amb caràcter propi. També l’Església celebrava, tres dies abans d’entrar en Quaresma, el dominica ante carnes tollendas o  “diumenge abans de llevar les carns” (de la dieta).
A mesura que es diferenciaven ambdues etapes es va dissoldre la primitiva equivalència entre carnes tollendas (>Carnestoltes) i quadragesima dies (>Quaresma), desplaçant-se el primer dels noms a la fase prèvia (tot i que en les Carnestoltes actuals sí que es pot menjar carn) i quedant el nom de Quaresma per al període pròpiament dit de dejuni i abstinència.

## Gastronomia

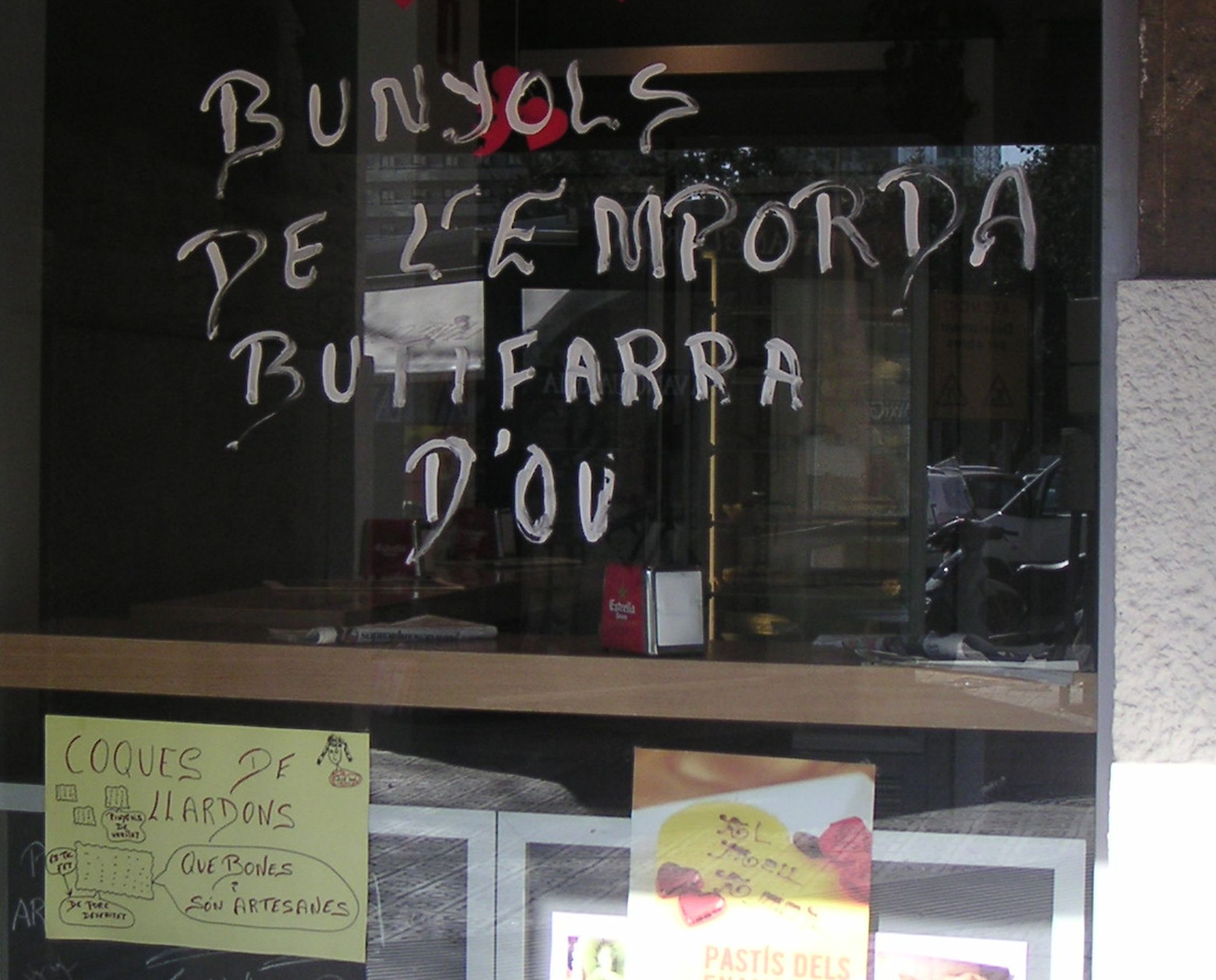
Pastisseria a Carnaval anunciant coques de llardons i botifarra d'ou.

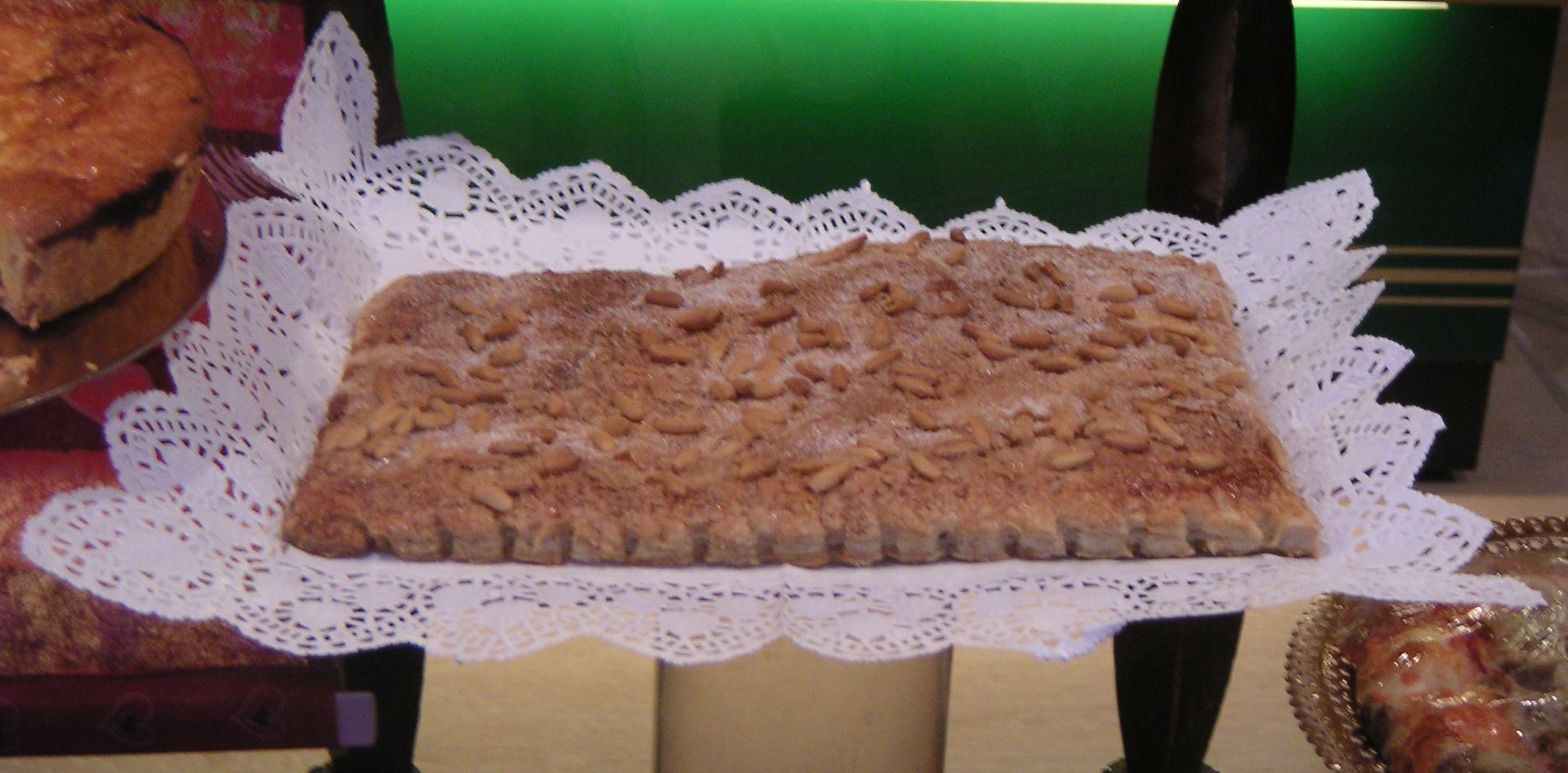
Coca de llardons.

Des d'antic la gastronomia tradicional dels Països Catalans ha estat marcada per les estacions i les festes. Abans era costum criar un porc i fer una matança a l'any, o en algunes famílies, dues, una de les dues solia ser per carnaval i l'altra per Nadal.
La sardina i l'arengada són menges estretament lligades a la celebració del carnaval. L'últim dia de festa, Dimecres de Cendra, s'organitza a Barcelona un seguici fúnebre i satíric d'enterrament del rei Carnestoltes i enterrament de la sardina, que posa fi al període de disbauxa i marca el començament d'una època de devoció religiosa, la quaresma. Aquest dia es fan nombrosos àpats populars als barris i en espais emblemàtics de la ciutat i es convida tothom a menjar sardines o arengades.
L'origen de l'enterrament de la sardina prové de l'antiga tradició de sortir als afores a berenar l'últim dia de carnaval i fer aquest ritual per tancar el període de gresca. El fet d'enterrar la sardina també té certes connotacions carnals, perquè era el darrer dia que es permetien pràctiques sexuals abans d'entrar en l'abstinència religiosa.
Als Països Catalans el carnaval s'associa amb menjar gras i proteínic: són típiques les coques de llardons i els llardons per ells mateixos, els ous, que de vegades eren les proteïnes més a l'abast, o també la sardina, etc. La coca de llardons, o en alguns llocs també altres coques, se solien acompanyar de crema catalana. Altres productes especials de carnaval són, per exemple, la botifarra d'ou.
El dijous de carnaval, o dijous gras, és també popularment conegut com a dia de la truita. Aquest dia és típic menjar ou, sobretot en forma de truita, truita d'ous, truita de patata, truita de botifarra o fins i tot truita de botifarra d'ou.
A Mallorca són menjars típics del carnestoltes: l'ensaïmada de tallades i la greixonera dels darrers dies.

## Carnaval a Espanya

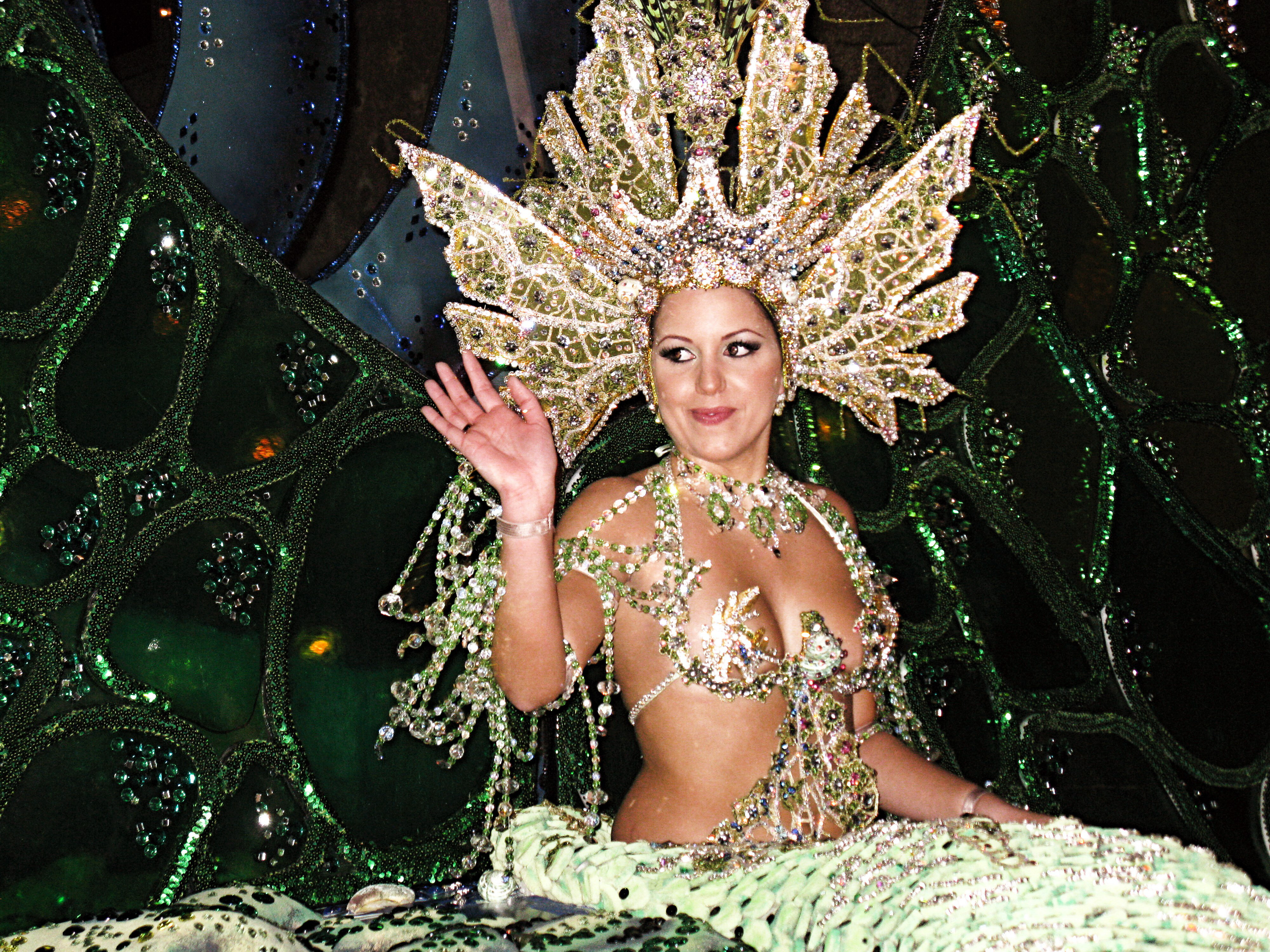
Reina del Carnestoltes de Carnestoltes de Santa Cruz de Tenerife de 2009.

El Carnestoltes a Espanya és una antiga celebració festiva documentada des de l'Edat mitjana i amb una rica personalitat pròpia a partir del Renaixement que ha quedat recollida en la literatura espanyola i altres arts localitzades en els diferents pobles. Com en la resta dels carnestoltes mundials suposa una suma de diferents festes paganes associades a les celebracions cristianes, en aquest cas a la Quaresma. Amb una història i plantejament més recents són coneguts amb rang internacional els models de Tenerife i el gadità. En gairebé tots els models de festa carnavalesca espanyola té especial tradició el Dijous Llarder.
Els carnestoltes de Las Palmas de Gran Canaria, Santa Cruz de Tenerife, Cadis, Badajoz, Xinzo de Limia i el d'Águilas tenen la categoria de Festa d'Interès Turístic Internacional. D'altra banda, carnestoltes com els de Miguelturra, Herencia o Alcázar de San Juan tenen la categoria de Festa d'Interès Turístic Nacional.

## Carnaval als països de parla alemanya
El carnaval als països de parla alemanya està molt arrelat a les zones a tocar el riu Rin. En aquestes regions el carnaval se celebra ja des de principis del segle xix, tal com se celebra avui en dia. Les festes de Colònia, Düsseldorf i Magúncia (Mainz) a Alemanya, i de Basilea (Basel) a Suïssa són les més concorregudes.
Al sud-oest d'Alemanya, a la part germanoparlant de Suïssa i a l'oest d'Àustria aquesta festa s'anomena "Fastnacht", En altres parts d'Àustria i a Baviera s'anomena "Fasching". La resta de regions utilitzen la paraula "Karneval".
A Alemanya el carnaval comença oficialment el dia 11 de novembre a les 11 hores i 11 minuts. Aquest dia es presenten en públic el príncep i la princesa del carnaval.
El punt culminant de la festa té lloc durant una setmana, normalment al febrer. Els esdeveniments més importants d'aquesta setmana comencen amb el dijous gras (segons la regió s'anomena schmotzigen/unsinnigen/glombiga Donnerstag o Weiberfastnacht). A aquest li segueixen el "dissabte de clavells" (Nelkensamstag), el "diumenge de tulipes" (Tulpensonntag), el "dilluns de roses" (Rosenmontag) i finalment el dimarts de carnaval o de violetes (Fastnachtsdienstag o Veilchendienstag).
El final del carnaval el marca el Dimecres de Cendra (Aschermittwoch).
El gran carnaval de Basilea, a Suïssa, comença curiosament el primer dilluns després del Dimecres de Cendra, exactament a les 4 de la matinada, dura tres dies, acabant per tant el següent dijous també a les 4 de la matinada.

### Rues

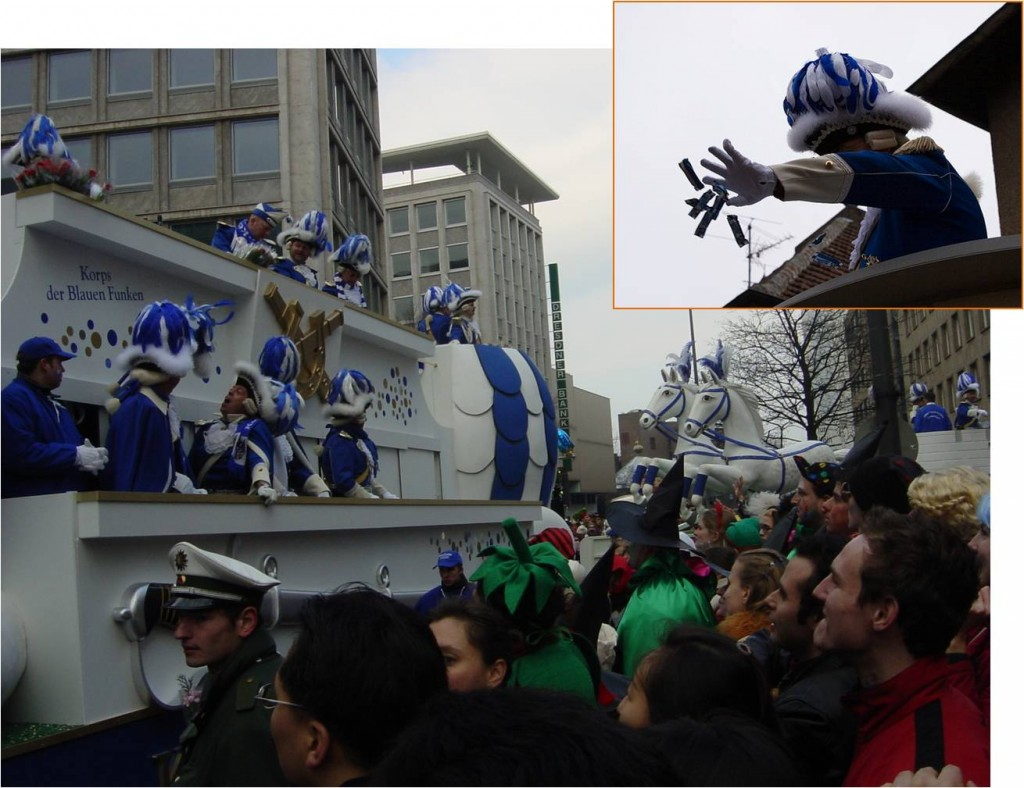
Rua de carnaval a Colònia

Aquest període es caracteritza, igual que en moltes altres parts del món, per la permissivitat i la disbauxa. Molt conegudes són les rues de carnaval, en les quals arriben a participar colles amb més d'un segle de tradició.
La més important d'Alemanya és la rua del "dilluns de roses" de Colònia, amb un milió de visitants, i en la qual participen 10.000 persones de diferents colles, repartits en unes 100 carrosses. Només en aquest dia es llancen des de les carrosses: 150 tones de caramels, més de 700.000 tauletes de xocolata i 220.000 capses de bombons, 300.000 ramells de flors i milers d'animals de peluix i altres petits regals.

## Canvi de data cada any
El carnestoltes és una celebració pública que té lloc immediatament abans de la Quaresma cristiana, amb data variable (entre febrer i març segons l'any), i que combina alguns elements com a disfresses, desfilades, i festes al carrer.
La data del carnestoltes depèn de la Quaresma, i igualment, també canvia cada any en funció del calendari litúrgic. Les dates d'aquest calendari estan relacionades amb el cicle lunar i acomoden els dies perquè el Diumenge de la Pasqua de Resurrecció sigui el següent a la primera lluna plena que segueix a L'equinocci de la primavera boreal (sent això entre fins de març i fins d'abril), i el Dijous Sant és el dia dijous anterior al Diumenge de la Pasqua de Resurrecció.
Compte la història que la nit en la qual el poble jueu va sortir d'Egipte (Èxode), hi havia lluna plena i això els va permetre prescindir dels llums perquè no els descobrissin els soldats del faraó. Aquest esdeveniment el celebren en la Pasqua jueva, la qual sempre concorda amb nit de lluna plena. Amb això l'Església catòlica pot assegurar que el Dijous Sant, quan Jesús celebrava la Pasqua jueva amb els seus deixebles, era una nit de lluna plena.